# Matías Rosas
Matías Waldemar Rosas Calisto (Ancud, Chile, 1 de febrero de 1998) es un futbolista chileno. Juega de delantero y su equipo actual es Lautaro de Buin de la Segunda División Profesional de Chile.

## Trayectoria
Nacido en Ancud, Rosas se integró de las inferiores de Universidad Católica.
Durante su pasantía en el cuadro cruzado, ha sido cedido en 1 ocasión, exactamente a Deportes Puerto Montt.

## Estadísticas
| Club                          | Div.          | Temporada     | Liga  | Liga  | Copas nacionales | Copas nacionales | Torneos internacionales | Torneos internacionales | Total | Total |
| Club                          | Div.          | Temporada     | Part. | Goles | Part.            | Goles            | Part.                   | Goles                   | Part. | Goles |
| ----------------------------- | ------------- | ------------- | ----- | ----- | ---------------- | ---------------- | ----------------------- | ----------------------- | ----- | ----- |
| Deportes Puerto Montt · Chile | 2ª            | 2018          | 24    | 2     | 5                | 0                | —                       | —                       | 29    | 2     |
| Deportes Puerto Montt · Chile | 2ª            | 2019          | 7     | 0     | 1                | 0                | —                       | —                       | 8     | 0     |
| Deportes Puerto Montt · Chile | Total club    | Total club    | 31    | 2     | 6                | 0                | 0                       | 0                       | 37    | 2     |
| Deportes Copiapó · Chile      | 2ª            | 2020          | 1     | 0     | —                | —                | —                       | —                       | 1     | 0     |
| Deportes Copiapó · Chile      | Total club    | Total club    | 1     | 0     | 0                | 0                | 0                       | 0                       | 1     | 0     |
| Lautaro de Buin · Chile       | 3ª            | 2020          | 10    | 0     | —                | —                | —                       | —                       | 10    | 0     |
| Lautaro de Buin · Chile       | 3ª            | 2021          | 11    | 1     | —                | —                | —                       | —                       | 11    | 1     |
| Lautaro de Buin · Chile       | 3ª            | 2022          | 11    | 0     | 1                | 0                | —                       | —                       | 12    | 0     |
| Lautaro de Buin · Chile       | Total club    | Total club    | 32    | 1     | 1                | 0                | 0                       | 0                       | 33    | 1     |
| Total carrera                 | Total carrera | Total carrera | 64    | 3     | 7                | 0                | 0                       | 0                       | 71    | 3     |
| 1. 2.                         |               |               |       |       |                  |                  |                         |                         |       |       |